# Camarones (localidad)
Camarones es una localidad ubicada en la comuna de Camarones, Provincia de Arica, que forma parte de la Región de Arica y Parinacota, al norte de Chile.
Está enclavado en el valle de Camarones, al costado del río Camarones.

## Demografía
| Coordenadas                                 | Localidad | Categoría | Población (censo 2002) | Población masculina | Población femenina | Viviendas (censo 2002) |
| ------------------------------------------- | --------- | --------- | ---------------------- | ------------------- | ------------------ | ---------------------- |
| 19°0′35″S 69°54′34″O / -19.00972, -69.90944 | Camarones | Caserío   | 46                     | 24                  | 22                 | 24                     |

## Clima
Camarones cuenta con un clima desértico con una temperatura media anual de 18 °C, sus precipitaciones se concentran en verano producto de las lluvias estivales provenientes del Altiplano. Según el sistema de clasificación climática de Köppen, Camarones tiene un clima Árido cálido (abreviado BWh) en los mapas climáticos.
| Parámetros climáticos promedio de Camarones, Chile (2,871 m (3 yd)) | Parámetros climáticos promedio de Camarones, Chile (2,871 m (3 yd)) | Parámetros climáticos promedio de Camarones, Chile (2,871 m (3 yd)) | Parámetros climáticos promedio de Camarones, Chile (2,871 m (3 yd)) | Parámetros climáticos promedio de Camarones, Chile (2,871 m (3 yd)) | Parámetros climáticos promedio de Camarones, Chile (2,871 m (3 yd)) | Parámetros climáticos promedio de Camarones, Chile (2,871 m (3 yd)) | Parámetros climáticos promedio de Camarones, Chile (2,871 m (3 yd)) | Parámetros climáticos promedio de Camarones, Chile (2,871 m (3 yd)) | Parámetros climáticos promedio de Camarones, Chile (2,871 m (3 yd)) | Parámetros climáticos promedio de Camarones, Chile (2,871 m (3 yd)) | Parámetros climáticos promedio de Camarones, Chile (2,871 m (3 yd)) | Parámetros climáticos promedio de Camarones, Chile (2,871 m (3 yd)) | Parámetros climáticos promedio de Camarones, Chile (2,871 m (3 yd)) |
| Mes                                                                 | Ene.                                                                | Feb.                                                                | Mar.                                                                | Abr.                                                                | May.                                                                | Jun.                                                                | Jul.                                                                | Ago.                                                                | Sep.                                                                | Oct.                                                                | Nov.                                                                | Dic.                                                                | Anual                                                               |
| ------------------------------------------------------------------- | ------------------------------------------------------------------- | ------------------------------------------------------------------- | ------------------------------------------------------------------- | ------------------------------------------------------------------- | ------------------------------------------------------------------- | ------------------------------------------------------------------- | ------------------------------------------------------------------- | ------------------------------------------------------------------- | ------------------------------------------------------------------- | ------------------------------------------------------------------- | ------------------------------------------------------------------- | ------------------------------------------------------------------- | ------------------------------------------------------------------- |
| Temp. máx. media (°C)                                               | 24.3                                                                | 24                                                                  | 24.5                                                                | 24                                                                  | 23.2                                                                | 22.1                                                                | 21.9                                                                | 22.8                                                                | 23.5                                                                | 24                                                                  | 24.3                                                                | 24.5                                                                | 23.6                                                                |
| Temp. media (°C)                                                    | 19.1                                                                | 19.3                                                                | 19.3                                                                | 18.5                                                                | 17.6                                                                | 16.7                                                                | 16.4                                                                | 17                                                                  | 17.6                                                                | 18                                                                  | 18.2                                                                | 18.8                                                                | 18                                                                  |
| Temp. mín. media (°C)                                               | 15.5                                                                | 15.9                                                                | 15.5                                                                | 14.4                                                                | 13.2                                                                | 12.3                                                                | 11.9                                                                | 12.5                                                                | 13.3                                                                | 13.8                                                                | 14.1                                                                | 14.8                                                                | 13.9                                                                |
| Precipitación total (mm)                                            | 62                                                                  | 67                                                                  | 39                                                                  | 9                                                                   | 0                                                                   | 0                                                                   | 0                                                                   | 0                                                                   | 0                                                                   | 0                                                                   | 1                                                                   | 23                                                                  | 201                                                                 |
| Fuente: Climate-Data.org                                            |                                                                     |                                                                     |                                                                     |                                                                     |                                                                     |                                                                     |                                                                     |                                                                     |                                                                     |                                                                     |                                                                     |                                                                     |                                                                     |